# El comisario
El comisario es una serie de televisión española perteneciente al género policial, emitida a través de Telecinco durante una década, entre 1999 y 2009. Narraba la vida en la comisaría de policía del ficticio distrito de San Fernando y trataba los casos que perseguía el equipo de policías encabezado por Gerardo Castilla (Tito Valverde). Posteriormente, sería reemitida por Telecinco Estrellas (2005/2008), Factoría de Ficción (2008/2010), La 10 (2010/2011), Energy (2011/2013/2016/2017/2021), Nueve (2013) y en los canales de pago Factoría de Ficción (canal de pago), Calle 13 Universal, AXN (España), Energy , Be Mad y en Canal Català solo para Cataluña.
En la actualidad, está disponible en la plataforma de contenidos gratuita Pluto TV, donde dispone de un canal propio que la emite las 24 horas del día de manera ininterrumpida.

## La serie
Se estrenó el 26 de abril de 1999, tras el desenlace de la comedia Todos los hombres sois iguales, basada en la película del mismo nombre, y coprotagonizada por Tito Valverde, siendo el día de su cumpleaños. En un principio se tenía pensado hacer en género de comedia, con los mismos actores protagonistas, debido al éxito de Todos los hombres sois iguales, pero finalmente se le dio un giro radical y se decidió que se adaptaran los guiones al género policiaco. Para la versión inicial se tenía previsto que la serie se llamara "Las calles de San Fernando". Su presupuesto ascendió a 50 millones de pesetas por episodio.
La serie trataba de las investigaciones policiales, mostrando el acontecer diario de las investigaciones en una comisaría del Cuerpo Nacional de Policía del ficticio distrito de San Fernando, en Madrid, y las situaciones personales de la vida cotidiana de sus agentes. La comisaría de San Fernando representada tenía competencia para investigar una gran variedad de delitos sin tener que derivarlos a instancias superiores.
Era una serie que trataba temas de la actualidad del momento, como las residencias de ancianos ilegales, la trata de blancas, el racismo, la corrupción... y posteriormente el crimen organizado en España, las bandas latinas, o las por entonces incipientes redes sociales.
Fue la primera serie española en introducir técnicas científicas policiales a sus tramas, además de utilizar efectos especiales usados en el cine para conseguir un mayor realismo. Los actores contaron con la ayuda de la Policía Nacional, para aumentar el realismo de la serie, aportando ayuda con el argot profesional, el manejo de armas y otros asuntos, así como ayuda con algunos guiones.
El lado humorístico de la serie fue distanciándose del estilo sitcom de sus inicios, y los casos policíacos ganaron complejidad. A partir de la tercera temporada, se introdujeron escenas de acción cada vez más arriesgadas.
El 2 de enero de 2009, se emitió el último episodio de la serie, El Show de Elena, que cerró la duodécima y última temporada de El comisario después de casi 10 años de emisión.
Fue repuesta desde el primer episodio hasta el último en varias cadenas de Mediaset España.
Fue común durante la emisión la realización de crossovers con otras series de la misma cadena, en las que llegaron a aparecer personajes de El Comisario interpretando sus mismos papeles, tales como Los Serrano, 7 vidas, Hospital Central o Al salir de clase. Incluso 7 años después del fin de la serie, Tito Valverde y Juanjo Artero intervinieron en una trama de El príncipe durante dos episodios en la 2.ª temporada de esta ficción de Telecinco, interpretando sus respectivos papeles.

## Reparto
| Actor                                     | Personaje                                           | Temporadas | Temporadas | Temporadas | Temporadas | Temporadas | Temporadas | Temporadas | Temporadas | Temporadas | Temporadas | Temporadas | Temporadas | Capítulos |
| Actor                                     | Personaje                                           | 1          | 2          | 3          | 4          | 5          | 6          | 7          | 8          | 9          | 10         | 11         | 12         | Capítulos |
| ----------------------------------------- | --------------------------------------------------- | ---------- | ---------- | ---------- | ---------- | ---------- | ---------- | ---------- | ---------- | ---------- | ---------- | ---------- | ---------- | --------- |
| Tito Valverde                             | Comisario Gerardo Castilla                          | Principal  | Principal  | Principal  | Principal  | Principal  | Principal  | Principal  | Principal  | Principal  | Principal  | Principal  | Principal  | 185       |
| Juanjo Artero                             | Subinspector Carlos Márquez "Charlie"               | Principal  | Principal  | Principal  | Principal  | Principal  | Principal  | Principal  | Principal  | Principal  | Principal  | Principal  | Principal  | 182       |
| Marcial Álvarez                           | Subinspector Jorge San Juan Herrera "Pope"          | Principal  | Principal  | Principal  | Principal  | Principal  | Principal  | Principal  | Principal  | Principal  | Principal  | Principal  | Principal  | 180       |
| Jaime Pujol                               | Inspector Jefe Andrés Casqueiro                     | Principal  | Principal  | Principal  | Principal  | Principal  | Principal  | Principal  | Principal  | Principal  | Principal  | Principal  | Principal  | 172       |
| Elena Irureta                             | Oficial Laura Hurtado                               | Principal  | Principal  | Principal  | Principal  | Principal  | Principal  | Principal  | Principal  | Principal  | Principal  | Principal  | Principal  | 169       |
| Joaquín Climent                           | Agente Pascual Moreno                               | Principal  | Principal  | Principal  | Principal  | Principal  | Principal  | Principal  | Principal  | Principal  | Principal  | Principal  | Invitado   | 162       |
| Patxi Freytez                             | Subinspector Mikel Miralles                         |            |            | Principal  | Principal  | Principal  | Principal  | Principal  | Principal  | Principal  | Principal  | Principal  | Principal  | 145       |
| Margarita Lascoiti                        | Lupe, secretaria del comisario                      | Principal  | Principal  | Principal  | Principal  | Principal  | Principal  | Principal  | Principal  | Principal  | Recurrente | Recurrente |            | 145       |
| Cristina Perales                          | Eloísa Soriano "Elo"                                | Recurrente | Recurrente | Recurrente | Recurrente | Recurrente | Recurrente | Recurrente | Recurrente | Recurrente | Recurrente | Principal  | Principal  | 100       |
| Laura Domínguez                           | Oficial Cristina Mariño "Tina"                      | Principal  | Principal  | Principal  | Principal  |            |            |            | Recurrente |            |            |            |            | 64        |
| Mar Regueras                              | Subinspectora Dolores Écija                         |            | Principal  | Principal  | Principal  | Principal  |            |            |            |            |            |            |            | 65        |
| Francesc Orella                           | Subinspector Telmo Chacón                           |            | Principal  | Principal  | Principal  |            |            |            |            |            |            |            |            | 52        |
| Charo Zapardiel                           | Inspectora Jefe de Policía Científica Rita Carvajal | Recurrente | Principal  | Principal  | Principal  | Principal  | Principal  | Invitado   |            |            |            |            |            | 63        |
| Fernando Andina                           | Subinspector Lucas Aguilar                          |            |            |            |            | Principal  | Principal  | Principal  | Principal  | Principal  | Principal  | Principal  | Principal  | 115       |
| Pilar Punzano                             | Subinspectora Ángela Alonso                         |            |            |            |            |            | Principal  | Principal  | Principal  |            |            |            |            | 37        |
| Manu Fullola                              | Agente José Raimundo García Arregui "Joserra"       |            |            |            |            |            | Principal  | Principal  | Principal  |            |            |            |            | 40        |
| Zutoia Alarcia                            | Inspectora Jefe de Policía Científica Elena Serrano |            |            |            |            | Invitado   | Principal  | Principal  | Principal  | Principal  | Principal  |            |            | 76        |
| Rocío Muñoz                               | Inspectora Eva Ríos                                 |            |            |            |            |            |            |            |            | Principal  | Invitado   | Principal  | Principal  | 40        |
| Paula Echevarría                          | Agente Clara Osma                                   |            |            |            |            |            |            |            | Principal  | Principal  | Principal  | Principal  |            | 49        |
| Cristina Castaño                          | Forense Sara Ruiz                                   |            |            |            |            |            |            |            |            |            |            |            | Principal  | 9         |
| Ruth Gabriel                              | Inspectora Federica Villalta "Fede"                 |            |            |            |            |            |            |            |            |            |            |            | Principal  | 13        |
| Eva Martín                                | Inspectora Pepa Romero                              |            |            |            |            |            |            |            |            |            |            |            | Principal  | 26        |
| Tristán Ulloa                             | Agente en prácticas Julio Ponce                     | Principal  | Principal  |            |            |            |            |            |            |            |            |            |            | 25        |
| Silvia Abascal (T1-T2) Mercé Llorens (T8) | Sonia Castilla                                      | Principal  | Principal  |            |            |            |            |            | Recurrente |            |            |            |            | 20        |

### Reparto final
- Tito Valverde es el comisario Gerardo Castilla (Temporadas 1-12).
- Juanjo Artero es el subinspector Carlos Márquez, “Charlie” (Temporadas 1-12).
- Marcial Álvarez es el subinspector Jorge San Juan Herrera, “Pope” (Temporadas 1-12).
- Jaime Pujol es el inspector jefe Andrés Casqueiro (Temporadas 1-12).
- Elena Irureta es la oficial Laura Hurtado (Temporadas 1-12).
- Cristina Perales es Eloísa Soriano "Elo" (Temporadas 1-12).
- Patxi Freytez es el subinspector Mikel Miralles (Temporadas 2-12).
- Fernando Andina es el subinspector Lucas Aguilar (Temporadas 5-12).
- Rocío Muñoz es la inspectora Eva Ríos (Temporadas 9-12 intermitentemente).
- Iris Díaz es la agente Vanesa Santana (Temporadas 9-12).
- Eva Martín es la inspectora Pepa Romero (Temporada 11-12).
- Cristina Castaño es la forense Sara Ruiz (Temporada 12).
- Ruth Gabriel es la subinspectora Federica Villalta González, “Fede” (Temporada 12).
- José Luis Torrijo es el subinspector Santos Marino (Temporada 12).
- Diana Peñalver es la recepcionista Matilde (Temporada 12).
- Marc Clotet es el oficial Pau Montaner Bocanegra (Temporada 12).
- Álvaro Monje es el agente Salvador Bocanegra Martín (Temporada 12).

### Secundarios habituales
- Daniel Ballesteros es Kevin Soriano
- Angels Gonyalons es Raquel Salcedo.
- Lara Grube es Daniela (abogada).
- Albert Comas es Felipe Sánchez.
- Mercé Llorens es Sonia Castilla.
- Fermí Herrero es el Forense.
- Carla Hidalgo es Cecilia Trujillo

### Personajes antiguos
- Andoni Ferreño como el abogado Vidal (Temporada 1).
- Nathalie Poza como Alicia Ponce (Temporada 1).
- Silvia Abascal como Sonia Castilla (Temporadas 1 - 2).
- Tristán Ulloa como el agente en prácticas Julio Ponce (Temporadas 1 - 2).
- María Jesús Sirvent como Rosario Ponce, asistenta del hogar del comisario (Temporadas 1 - 3).
- Sonia Madrid como Chari, la camarera de "El Búho". (Temporadas 1 - 4)
- Margarita Lascoiti como Lupe, la secretaria del comisario (Temporadas 1 - 11).
- Joaquín Climent como el agente Pascual Moreno (Temporadas 1-11, reparto principal), (Temporada 12, reparto episódico).
- Francesc Orella como el subinspector Telmo Chacón† (Temporadas 2 - 4).
- Natalia Millán como la subinspectora Miranda (Temporada 2).
- Paula Sebastián como la jueza Pilar Aranda† (Temporada 2).
- Laura Domínguez como la agente Cristina Mariño "Tina" (Temporadas 1 - 4 y 8).
- Pedro Civera como el inspector Damián Alonso (Temporada 3).
- Lluís Marco como el comisario Mejide (Temporada 3).
- Armando del Río como el abogado Gabriel Díaz (Temporada 3 - 4).
- Mar Regueras como la subinspectora Dolores Écija "Lola" (Temporadas 2 - 5).
- Charo Zapardiel como la inspectora forense Rita Carvajal (Temporadas 1 - 6)
- Bruto Pomeroy como el agente Sabino García (Temporadas 1 - 6).
- Arsenio Luna como el agente Manuel Valero (Temporadas 1 - 6).
- Lucía Napal como la agente Jimena Sotillo (Temporada 4).
- Cristóbal Suárez como el inspector Gorka Melero (Temporada 4).
- Gonzalo Gonzalo como el inspector Marquina (Temporadas 4 - 5).
- Eduard Farelo como el juez Ignacio Lorenzo (Temporada 5).
- Joan Massotkleiner como el juez Ignacio Lorenzo (Temporada 6 - 7).
- Pilar Punzano como la subinspectora Ángela Alonso† (Temporadas 6 - 8(1-13).
- Malena Alterio como la agente Lorena (Temporada 6).
- Manu Fullola como el agente José Raimundo García Arregui "Joserra" (Temporadas 6 - 8).
- Valentina Burgueño como Sofía Márquez (Temporadas 7-8 y 12).
- Zutoia Alarcia como la inspectora forense Elena Serrano (Temporadas 6 - 10).
- Mercè Llorens como Sonia Castilla (Temporadas 8 - 10).
- Paula Echevarría como la agente/subinspectora Clara Osma López† (Temporadas 8 - 11).
- Diego Molero como el agente Horacio Abarca (Temporadas 9 - 11).
- Marisol Membrillo como la Inspectora Ángeles Chamorro "Geli" (Temporada 9 - 11).

## Personajes

### Personajes principales
- Comisario Gerardo Castilla (Tito Valverde): Es un hombre de mediana edad, que en el pasado sufrió problemas con el alcohol. Entregado en cuerpo y alma a su trabajo, sobre todo desde que su hija se marchó de casa. Mantiene una relación distante con sus subordinados, pero al mismo tiempo existe una gran confianza con todos ellos, en especial con su secretaria, Lupe, a la que conoce desde hace años.
Tuvo mala suerte en el terreno sentimental: sus dos grandes amores murieron, su mujer, Blanca, de larga enfermedad y la jueza Pilar Aranda, con la que llegó a estar prometido, que murió asesinada. Con su última novia, Raquel, tuvo una ruptura debido a las presiones a que se vio sometida cuando el jefe de ella resultó estar envuelto en una trama de corrupción que investigaban los agentes bajo su mando, aunque retomaron más tarde la relación. Hacia el final de la serie fue abuelo y padre.
En el terreno profesional se vio obligado a dejar su puesto en dos ocasiones; la primera cuando le fue diagnosticado un tumor, que resultó ser un montaje urdido por el Comisario Vega, un comisario corrupto, en colusión con el sobrino de Gerardo, que era médico, para tenerle apartado de un caso; la segunda, tras un operativo de la Brigada Central de Estupefacientes en el que quedó muy descontento tras simular la muerte de uno de sus hombres; tras esta dimisión volvió a su puesto tras sufrir un atentado contra su vida.
Sólo viste con el uniforme del Cuerpo en contadas ocasiones, generalmente cuanto tiene que reunirse con sus superiores.
En 2016, Gerardo aparece en dos episodios de la serie "El Príncipe". En ellos se revela que fue jubilado y que actualmente trabaja para el Servicio de Seguridad de la Casa Real.
- Subinspector Carlos Márquez "Charlie" (Juanjo Artero): Forma parte del equipo de policía judicial. Es el compañero inseparable de Pope, con una amistad tan cercana que parecen hermanos, tanto que cuando recibe la noticia del asesinato de este decide investigar por su propia cuenta las causas del misma ante la pasividad del comisario, sin saber que en realidad Pope había simulado su propia muerte con ayuda de Castilla para llevar a cabo una misión de infiltración. Este hecho hizo que Charlie perdiera la confianza en el comisario, la cual le costó recuperar. Tuvo una relación con Elo, la mujer de su compañero Pope, debido a sentimientos que afloraron durante la muerte fingida de este. Finalmente, todo se arregló entre los tres. Ligón empedernido que sin embargo ha demostrado ser capaz de sentar la cabeza por la mujer adecuada. Sus dos grandes amores fueron Lola Écija, una compañera de la comisaría, y Yolani, una rica heredera que sin embargo tenía graves problemas emocionales. Vivió con sus padres hasta pasados los cuarenta años, y no anda sobrado de dinero, especialmente desde que mantiene a su hermana y sus sobrinos tras detener a su cuñado por un atropello con fuga. En las últimas temporadas ha vivido la muerte de sus dos padres y ha descubierto que tiene una hija adolescente, Sofía.
Tiene una frase recurrente a lo largo de las primeras temporadas, en la que haciendo mención de algún tema, Charlie comienza a contar una anécdota con su cuñado de protagonista, que nunca a llega a terminar ya que generalmente es interrumpido. Finalmente el cuñado interviene en una de las tramas, resultando detenido.
En 2016, Charlie aparece en dos episodios de la serie de TV "El Príncipe". En ellos se revela que es ascendido a comisario y que es destinado a Granada. (No se lleva muy bien con Lucas Aguilar).
- Subinspector Jorge San Juan "Pope" (Marcial Álvarez): De orígenes arrabaleros, tuvo una vida muy dura desde sus inicios. Tiene muchos conocidos en el submundo de la delincuencia, prácticamente todos sus amigos, lo que, junto con su capacidad de infiltración y de recrear de una manera perfecta a los más crueles villanos, le convertían en el ideal para las misiones encubiertas. Al principio de la serie su falta de lazos familiares, le hacía ser un "hombre sin miedo". Eso cambió al empezar una relación tormentosa con Elo, una prostituta y confidente. Posteriormente se casaron, Pope adoptó a Kevin, el hijo de ella, y tuvieron otros dos más.
Su matrimonio sufrió una crisis cuando entró en la comisaría Clara Osma, hacia la que Pope sentía una gran atracción aparte de compartir con ella su pasión por el ajedrez. Finalmente la relación con Clara terminó y volvió a casa con su mujer. Una nueva crisis surgió después de que Pope se infiltrase en una banda de narcotraficantes y tuviera que simular su propia muerte. El matrimonio se rompió ante la imposibilidad de Pope de elegir entre su mujer y su trabajo, lo que provocó un descenso a los infiernos por parte de este, que desapareció y cayó en el alcoholismo. Tuvo que marcharse a Dinamarca junto con su hijo Kevin porque éste se vio involucrado en un asunto turbio de tráfico de drogas, pero volvió para ver a su amigo Charlie por un disparo producido durante un operativo. Le gustan los animales, cosa que se nota sobre todo en las primeras temporadas, durante su etapa de soltero, en las que tuvo de mascota a Olivia, una rata que, tras morir, Charlie la mandó disecar y desde ese momento Pope la tiene detrás de su mesa en la oficina de la policía judicial en comisaría.
- Inspector-jefe Andrés Casqueiro (Jaime Pujol): Demasiado joven para lo duro, firme y estirado que es con los hombres a los que dirige. A pesar de su torpeza en el trato humano, debida a su introversión casi patológica, demuestra una gran eficacia en su trabajo. Él dirige las operaciones, las patrullas, establece los turnos y niega o concede permisos... En él se dan cita los aspectos más desagradables del papel de jefe. El inspector-jefe Casqueiro guarda celosamente su intimidad.
Lo que más quiere en su vida es a su hijo Roberto, a quien adoptó tras la muerte de Manuela, su madre, una drogadicta a la que detenían día sí y día no. Se obsesionó con Ángela Alonso, lo que provocó problemas con ella y con Joserra, los cuales después se solventaron. Mantiene una relación muy especial con Lupe, que es casi como una madre para su hijo, y con el comisario, a quien admira y respeta. Es una de las pocas personas a las que el comisario se confía. Estas amistades, sin embargo se vieron resentidas por la influencia que Eva ejercía sobre él, debido a que estaba enamorado de ella. En la novena temporada sufre un secuestro por parte de un asesino en serie que es su doble físicamente, Isidoro Cantalejo (interpretado, obviamente, por el propio Jaime Pujol). En la undécima temporada es ascendido a comisario tras la dimisión de Gerardo Castilla, aunque Casqueiro no tarda en pedirle a este que vuelva tras darse cuenta de que el puesto le viene grande, petición a la que su antecesor no accede hasta sufrir un atentado contra su vida. Poco antes de terminar la serie dimite del puesto de inspector-jefe para trabajar en la Brigada. Regresa para ver a Charlie debido a un disparo que éste sufrió en un operativo.
- Subinspector Mikel Miralles (Patxi Freytez): Al principio era oficial de policía del grupo de seguridad ciudadana y delincuencia urbana. De unos treinta años, es el hombre para todo de la comisaría, al que lo mismo ponen a patrullar, que cuidando los calabozos, que sustituyendo a alguno de los subinspectores de la policía judicial cuando no están. Comparte piso con Charlie, e incluso llegó a salir con su hija Sofía, mucho más joven que él.
Con una gran conciencia social, no es raro verle intentando ayudar a todo el que pasa por comisaría, detenidos incluidos. De naturaleza honrada, llegó de Galicia huyendo de un malentendido que su comisario de allí dejó correr e hizo que le condecoraran indebidamente por un rescate que en realidad hizo su compañero Solana, muerto en aquel acto de servicio, y por el que comenzaron a tratar a Mikel de héroe mientras él sabía que había sido su compañero quien realizó la heroicidad y que murió por ello, por lo que, precisamente por su firme honradez, no soportó cargar con el mérito que debió habérsele atribuido a su compañero y decidió pedir el traslado y comenzar de cero donde no le conociesen. En la novena temporada se infiltró, haciéndose pasar por Mircea Popescu, el hijo de un mafioso rumano criado a caballo entre Rumanía y Cuba (por lo cual a pesar de ser rumano sabe hablar español perfectamente pero con acento cubano, un acento que Mikel debió imitar) en una organización de tráfico de menores liderada por un mafioso también rumano, Relu Codrea, y su subalterno Jules Julliard, un francés sin escrúpulos que quiso traicionar a Codrea y por ello le asesinaron justo cuando descubrió la identidad de Mikel. Por su actuación ejemplar en dicha infiltración, Mikel fue condecorado, pero esta vez con todo merecimiento. Hacia el final de la serie, Mikel Miralles fue ascendido a subinspector, y pasó bastante tiempo ayudando a Geli en el SAF. Después del cierre del SAF, Mikel entró a formar pareja en el equipo de policía judicial con la subinspectora Fede Villalta.
- Subinspector Lucas Aguilar (Fernando Andina): Es el nuevo compañero de Lola tras la muerte de Telmo. Es un agente de academia, analítico y muy intelectual y sus métodos de trabajo no concuerdan mucho con los de sus compañeros. Poco a poco fue introduciéndose en el ambiente de la comisaría, aunque debido a su carácter individualista y afán de protagonismo le costó. Sufrió un tumor cerebral del que fue operado con éxito aunque existía riesgo de quedarse ciego o incluso de morir, y en el transcurso de ello fue atacado por un excompañero corrupto (interpretado por Antonio Garrido). Tras la marcha de Lola trabajó con Ángela (quien estuvo muy pendiente de Lucas durante su convalecencia) hasta la muerte de esta, hecho que le dejó destrozado y muy vulnerable ante las maquinaciones de Eva Ríos, su siguiente compañera en el equipo de policía judicial después de un breve paréntesis formando equipo con Clara por la rotación de sus prácticas. Hacia el final de la serie, Eva regresa y Lucas se acaba enamorando de ella, hasta el punto de que le pide matrimonio. (No sé lleva muy bien con Charlie).
- Subinspectora Eva Ríos (Rocío Muñoz): De treinta y pocos años con aire decidido, inteligente y muy femenina cuando quiere. Una mujer ambiciosa con ganas de ascender que no duda en pisar a quien sea para conseguir sus objetivos. Engatusó a Lucas, sometiéndole a un acoso sistemático y haciéndole luego parecer el agresor cuando este empezó a darse cuenta de lo que pasaba. Después de esto, el comisario la obliga a pedir el traslado aunque no llegó a hacer falta ya que la habían seleccionado para un curso de medio año con el FBI, a cuya vuelta estuvo destinada en Asuntos Internos (y como agente de dicha entidad aparece para investigar la paliza del autor del atropello a Geli en la novena temporada, ya que en principio Horacio fue sospechoso); posteriormente trabajó en la Brigada y después en la Unidad de Drogas y Crimen Organizado, para acabar regresando a la comisaría de San Fernando tras ocupar Casqueiro el puesto de comisario en funciones y traerla de vuelta, y en última instancia sustituir al propio Casqueiro como inspectora-jefa tras obtener la titulación de inspectora y habiendo rechazado previamente Charlie el puesto, ya que el Comisario se lo ofreció a él en primera instancia. A pesar de sus defectos personales, Eva es una excelente investigadora, decidida a correr los riesgos que sean necesarios para resolver el caso, lo que entre otras cosas le costó ser violada mientras trabajaba encubierta en un caso de la Brigada. Salió de forma efímera con Andrés Casqueiro. En el final de la serie, Lucas Aguilar le pide matrimonio.
- Subinspectora Federica Villalta (Ruth Gabriel): La primera subinspectora gitana. Ha tenido muchas dificultades para ocupar el puesto que tiene, tanto en el ámbito familiar como profesional. No es una mujer que destaque por su feminidad, que es casi nula. Desde el primer día formará pareja con Mikel (Patxi Freytez), y también desde el primer día la tensión será evidente entre ellos.
- Subinspector Santos Marino (José Luis Torrijo): Es un hombre de costumbres fijas y sencillas, cuya extrema timidez y falta de soltura en las relaciones sociales han propiciado que siga soltero a los 45 años, que apenas tenga amigos y que siga viviendo con su madre. A pesar de ello, es muy perspicaz y tiene una extraordinaria capacidad de observación, y su especialidad es interrogar a sospechosos. Con el tiempo se convierte en uno de los principales amigos de Charlie.
- Oficial Laura Hurtado (Elena Irureta): Oficial de policía por los cuarenta. Mujer de Pascual. Se ocupa de la oficina de información y atención al ciudadano. Va siempre de peluquería y lleva el uniforme impecable, como una buena profesional de las relaciones públicas. Desde su pequeño mostrador tiene que organizar su hogar: desde qué hacer de cena, enviar a su marido a hacer alguna compra aprovechando la patrulla, llamar al instituto de sus hijos, etc. Tiene un par de hijos adolescentes, que les han provocado no pocos dolores de cabeza. Tras la marcha de Pascual de la comisaría, Laura suele salir a patrullar con Vanesa.
- Eloísa Soriano (Cristina Perales): Al principio era una joven unos treinta años que ejercía la prostitución para ganarse la vida, ya que tenía un hijo al que mantener, Kevin, al que tuvo con un antiguo novio que la dejó abandonada (Daniel, que aparece como personaje episódico en la séptima temporada). Elo le tenía mucha confianza a Pope, ya que era el único hombre que había conocido hasta ese momento que no había intentado aprovecharse de ella. Tras meses de amistad, mantienen una relación sentimental un poco complicada, debido a las inseguridades de Pope, pero finalmente se casaron, y tuvieron dos hijos más. Su matrimonio sufrió dos crisis, la última de ellas, a raíz de que creyó muerto a su marido durante un tiempo, a causa del operativo de la Brigada en el que Pope participó. Tras ello, y al regresar Pope a casa; Elo, temiendo por la vida de su marido le tuvo que poner a elegir entre ella o su trabajo.
- Forense Sara Ruiz (Cristina Castaño): Es una joven locuaz que irradia felicidad y equilibrio, a pesar de encontrar en su trabajo los horrores implícitos en la práctica de la medicina forense. Es muy profesional, pero humaniza su trabajo añadiendo a sus detallados análisis comentarios poco técnicos, costumbre que llamará la atención de los agentes de la comisaría, aunque muchas veces el peculiar punto de vista de la joven arroje luz sobre una pista sobre la que trabajar.
- Matilde (Diana Peñalver): La recepcionista. Casada y con dos hijos, a sus cuarenta y tantos años ha encontrado un trabajo en el que se puede enterar de todo lo que pasa en la comisaría, aunque no sea nada policial.

## Personajes que abandonaron la serie
- Lupe (Margarita Lascoiti): La secretaria del comisario, y buena amiga de Blanca, la mujer de Gerardo. Lupe estuvo enamorada de Gerardo durante mucho tiempo aunque nunca dio ningún paso para que su amistad adquiriera unos tintes más románticos. Mantenía buena relación con todos sus compañeros, en especial con Laura, a la que se siente más unida quizá también por la edad que tienen las dos, y con Elena. Finalmente conoció a un hombre del que se enamoró y con el que se acabó casando. A pesar de tener muchos problemas al principio debido a la mala suerte y despreocupación que él había tenido siempre en temas económicos, se querían y capeaban los malos tiempos. Tras tocarles a ambos la lotería, Lupe dejó su trabajo.
- Agente Pascual Moreno (Joaquín Climent): De unos cuarenta años, casado con Laura y tiene dos hijos: Un chico, apodado Totó, que es actor de cine pornográfico, y Natalia, que es policía. Pascual es oficial del grupo de seguridad ciudadana y pasa los días patrullando las calles en un vehículo zeta. A pesar de que quizás no le correspondería por edad se le puede considerar un miembro del cuerpo de la vieja escuela. No se corta a la hora de decir lo que piensa de la sociedad y del cuerpo, cosas que muchas veces piensan todos aunque nadie se atreve a expresarlas con tanta crudeza. Su relación con Laura ha pasado por muy malos momentos, infidelidades incluidas, pero por mucho que han llegado a enfadarse el uno con el otro, nunca han dejado de quererse. Dejó la comisaría porque su hija Natalia siguió los pasos de sus padres e ingresó en el cuerpo, y tras terminar sus prácticas en la comisaría de Valverde, un barrio ficticio adyacente al de San Fernando, le asignaron como destino Granada y Pascual no quería dejarla sola, ya que siempre ha sido un padre muy protector con su hija.
- Oficial Cristina Mariño "Tina" (Laura Domínguez): Forma parte del grupo de seguridad ciudadana y delincuencia urbana. Mujer de carácter fuerte y decidido, se metió a policía porque fueron las primeras oposiciones que le dieron resultados satisfactorios. Veintipocos. Atractiva. No soporta que la traten de modo diferente a un policía masculino y por ello oculta sus sentimientos como si fueran una muestra de debilidad. Tiene fama de arisca. Tuvo una aventura con Gimeno, su primer compañero de patrulla, casado, que la marcó bastante. Fue compañera de patrulla de Julio, y tras este, de Mikel, por quien empezó a sentirse atraída, aunque este parecía preferir a su compañera de piso Lorena (interpretada por Paula Echevarría actriz que después haría el papel de Clara Osma). Pidió el traslado a la comisaría de Vistahermosa, distrito ficticio de Madrid adyacente al de San Fernando, dejando la relación con Mikel en suspenso. En la octava temporada, volvió a trabajar temporalmente en la comisaría de San Fernando, comisionada allí por falta de personal, durante los cuatro últimos episodios, en los que se explicaron que Tina decidió no dar inicio a una relación con su compañero debido a que estaba realmente enamorada. Tras un incidente durante una patrulla, Tina y Mikel discutieron, y Tina pidió perdón a Mikel por haberle dejado plantado antes de haber iniciado una relación, lo que les hace besarse, cuando en ese momento Mikel estaba saliendo con Sofía, la hija de Charlie. Al término de la T8 ya no aparece más, sobreentediéndose que ha vuelto a su comisaría habitual desde su traslado, Vistahermosa, después de haber terminado el refuerzo en la de los protagonistas.
- Agente Julio Ponce (Tristán Ulloa): Es el sobrino de Rosario (María Jesús Sirvent), la asistenta de Gerardo Castilla. Recién salido de la academia, fue recomendado al comisario por su tía Rosario. Tras pasar el periodo de prácticas en la comisaría de San Fernando, fue destinado a Canarias.
- Agente Horacio Abarca (Diego Molero): Impulsivo, inteligente y medio-disciplinado, es un policía íntegro que no duda en intentar convencer a sus superiores cuando algo le parece sospechoso. Solía patrullar con Pascual, y siempre está hablando de su novia y de los hijos que algún día tendrá con ella. Se fue de la comisaría después de que le fuera abierto un expediente, por el robo de un fajo de billetes falsos a raíz de la investigación de la muerte de Clara y fue expulsado del cuerpo por eso.
- Agente José Raimundo García Arregui "Joserra" (Manu Fullola): Trabajaba patrullando por las calles, haciendo esto fue compañero de Pascual o Mikel. Con las mujeres solía pensar que eran una diversión, hasta que conoció a Ángela. Con los animales es más humano, dado el cariño que tiene por Rosendo, su perro. Consiguió un traslado al servicio de escoltas.
- Subinspectora Dolores Écija "Lola" (Mar Regueras): Treintañera, con un largo y brillante historial. Inteligente, atractiva, moderna, incluso sofisticada, especialmente si la comparamos con la mayoría de sus compañeros de trabajo. Le gusta leer, el cine, es una gran jugadora de ajedrez. Llegó a la comisaría tras ser trasladada desde la anterior (Vistahermosa) por un problema de acoso sexual por parte de un compañero, y esto la hace ir con pies de plomo en las relaciones personales. La mayor parte de las veces forma equipo con Telmo, el policía más opuesto a ella que se pueda encontrar. Sin embargo los dos hacen un esfuerzo por tolerarse, y al principio parece que llegan a "entenderse" como compañeros, llegando a ser inseparables al final, tanto que Lola es de las personas más tocadas por la muerte de Telmo cuando ésta sucedió. Intentó mantener una relación sentimental estable con Charlie de una forma madura, aunque le acabó resultando imposible, debido a la forma de ser de este. En la quinta temporada, y mientras trataba de acostumbrarse a la ausencia de Telmo, fue secuestrada durante una vigilancia por Alberto Bonet, un asesino psicópata y violador enfermizo, que la retuvo y la violó, aunque tras ello fue rescatada y Bonet encarcelado. Al final de dicha temporada, Bonet huye y comienza a perseguir y avisar a Lola, hasta que consiguió atraerla al mismo lugar donde la violó, y al intentar repetirlo, Lola se revolvió, cogió un arma, y aunque Charlie intentó detenerla le vacío el cargador a Bonet, matándolo en el acto. Acabó siendo condenada a prisión por ello, tiempo que empleó para estudiar derecho.
- Subinspector Telmo Chacón (Francesc Orella): Cuarenta y tantos, con una larga trayectoria policial a sus espaldas y algo chapado a la antigua. Es el prototipo del hombre de acción, amante del riesgo, que luce con orgullo las cicatrices que le han deparado sus más de veinte años de servicio. También es el prototipo de "machito ibérico", muy predispuesto a hacer comparaciones denigrantes entre hombres y mujeres y bastante tosco, mal hablado, y machista. Con el paso del tiempo desde su reincorporación, su carácter se fue humanizando principalmente por dos motivos: La influencia de Lola, su nueva compañera, que es la única que sabe "llevarle", y su contagio del virus VIH tras ser víctima de la negligencia de un enfermero mientras era atendido en el hospital de un balazo recibido en acto de servicio. Compartió piso con Mikel cuando su mujer le echó de casa. Telmo tenía sus amigos, encabezados por Pascual, y detractores, con Tina y Charlie a la cabeza, pero todos estaban de acuerdo en algo: lo mejor de Telmo es que siempre estaba dispuesto a hacerte un favor. Al final de la cuarta temporada murió asesinado por unos mafiosos, liderados por el traficante de menores Higinio Vaquero, con los que su hijo Álex se había visto envuelto. Sus últimas palabras fueron para Lola, a quien pidió que cuidara de su hijo.
- Subinspectora Ángela Alonso (Pilar Punzano): Una joven deportista, proactiva y muy inteligente, tenía una licenciatura en psicología que le valía para estudiar perfiles de sospechosos y para profundizar en aspectos claves de su trabajo. Vino a sustituir a Lola Écija como compañera de Lucas Aguilar en el equipo de policía judicial. Muy independiente y de carácter abierto, se dejaba llevar por su intuición. Tuvo una relación algo descompensada con Joserra, ya que nunca parecían ponerse de acuerdo en el momento de sentirse atraídos el uno por el otro. Estuvo cerca de tener una relación con Lucas, pero nunca llegó a fructificar, ya que Lucas se dio cuenta tarde de lo que sentía por ella. Murió en acto de servicio, apuñalada durante una operación rutinaria de vigilancia en un poblado chabolista cuando intentaba mediar en una pelea entre una joven toxicómana y su madre, Ramona Álvarez, pescadera en un céntrico mercado, que acudió al lugar buscando a su hija, que la había robado para drogarse, y al mediar Ángela en la pelea, Ramona creyó que Ángela era otra drogadicta que quería matar a su hija y la apuñaló. Intentaron salvar la vida de Ángela en el Hospital Central, pero murió en el quirófano.
- Agente/Subinspectora Clara Osma (Paula Echevarría): Hija de un guardia civil, al que vio morir cuando era una niña al explotar su coche delante de ella. Empezó en la comisaría como policía en prácticas y, al término de estas, el comisario Castilla pidió su traslado a la comisaría. Enseguida se enamoró de Pope, con el que tuvo un amago de relación amorosa pese a estar él casado con Elo, a la que amaba y con la que acabó volviendo. Ello dio lugar a situaciones incómodas en el trabajo, tanto con el mismo Pope como con algunos de los compañeros que no aprobaban la situación. Más dotada para la investigación que para el trabajo de calle, cosa de la que el Comisario Castilla se dio cuenta enseguida, terminó siendo la compañera del subinspector Lucas Aguilar en el equipo de policía judicial. En la temporada 11 conoció a un hombre, se enamoró y dejó la comisaría para casarse con él e irse a vivir a Zaragoza, pero murió en el atraco a una gasolinera apenas unas horas después de su fiesta de despedida, justo cuando se disponía a marcharse de Madrid con su prometido.
- Inspectora Forense Rita Carvajal (Charo Zapardiel): Un ratón de laboratorio a la que le encantaba su trabajo. Una mujer muy profesional, poco dada a discutir su vida privada durante el trabajo, pero también muy jovial y bastante habladora, le gusta aportar misterio a sus diagnósticos. Tiene un hijo que, junto con su marido, adoptó en Colombia, y se muestra muy orgullosa de ello. Tras sufrir un infarto que casi le cuesta la vida, tuvo que dejar el trabajo.
- Inspectora Forense Elena Serrano (Zutoia Alarcia): Segunda jefa (cronológicamente hablando) del equipo de policía científica de la comisaría. Llegó para sustituir a Rita (la primera jefa del equipo de científica) cuando se enfrentaba a un proceso de separación para no trabajar con su ex, José Luis, también policía. Elena es una profesional muy metódica que se toma con mucha seriedad su trabajo, pero también demuestra ser una jefa y compañera amigable, flexible y dispuesta a echar a una mano a quien lo necesite.
- Inspectora Ángeles Chamorro "Geli" (Marisol Membrillo): De unos 40 años. Tiene un carácter fuerte, decidido y bromista, pero al mismo tiempo es franca, directa y a la vez afectuosa, sin caer en lo sentimental. Es la responsable del servicio de atención a la familia (SAF), y se encarga de las víctimas de malos tratos, violaciones, casos con menores... También sustituye a Casqueiro como inspectora jefa en sus ausencias, y en dos ocasiones sustituye a Gerardo como comisaria. Cuando Casqueiro asume el puesto de comisario la nombra inspectora jefa.
- Sonia Castilla (Silvia Abascal T1 y T2 - Mercè Llorens T8 y T11): Es la hija del Comisario Castilla. En el comienzo de la serie tuvo un choque con el coche contra la moto de Julio Ponce, recién llegado a la comisaría de San Fernando como agente en prácticas, tras lo que se produjeron varios encuentros que acabaron en relaciones y líos sentimentales, lo que les provocó varias discusiones a lo largo de las primeras dos temporadas. En el capítulo 2x05 (La mano que da de comer) se va a vivir con su abuela en Galicia, abandonando la serie. Tuvo un accidente porque la mujer del empresario mafioso Íñigo Aizpeolea contactó con Sonia y le dijo que un supuesto suicidio no lo era, así que junto con un periodista retirado por las presiones de Aizpeolea empieza a investigarlo. Cuando estaban a punto de conseguir pruebas definitivas, los hombres de Aizpeolea pusieron una bomba en el coche del periodista, que murió, y  alcanzó a Sonia que estaba acercándose a dicho coche en el momento de la explosión, por lo que estuvo en coma, y tras recuperarse, se marchó. Entre las temporadas 3 y 7 se la menciona de manera recurrente dando a entender que se ha convertido en periodista de investigación y viaja por varios países cubriendo noticias y haciendo reportajes de investigación sobre el terreno. Reapareció en la octava temporada (interpretada en esta etapa por Mercé Llorens) porque fue detenida en la comisaría del aeropuerto de Barajas por supuesto tráfico de drogas al serle detectada heroína en su equipaje cuando se disponía a regresar de Ámsterdam para visitar a su padre, y acaba en prisión preventiva. Al principio el comisario sospecha de Tomás Gurtubay, el novio de Sonia en ese momento, quien parece una persona aficionada a la marihuana. El comisario le investiga y descubre que, aunque la droga no es de él, está casado y tiene hijos, y le insta a confesárselo a Sonia, cosa que acaba haciendo y se marcha con su familia. La droga resultó ser de Rebeca Bermejo, una traficante de drogas a pequeña escala metida en problemas por una deuda de dinero, a causa de la cual un usurero tenía secuestrados a sus padres y Rebeca decidió traer droga desde Ámsterdam para satisfacer la deuda y recuperar a sus padres, pero en el aeropuerto detectaron la droga y ella dio el cambiazo de su bolsa por la de Sonia, que era idéntica. Tras esta aparición, Sonia vuelve a su ajetreada vida de periodista de investigación y en la décima temporada reaparece en una trama (no físicamente, pero sí por teléfono e internet) ya que el comisario está a punto de ir a Yakarta (Indonesia), donde Sonia se encontraba realizando un reportaje, ya que le informan de que Sonia está en un hospital y no recibe señales de vida de ella, aunque finalmente ella llama por teléfono y le envía un mensaje de correo electrónico diciéndole que va a ser abuelo. En la undécima temporada aparece otros pocos capítulos para pasar su permiso de maternidad en Madrid con su padre, durante la trama de la persecución del narcotraficante Alberto Quiroga contra el Comisario Castilla, a quien intenta matar y en cuya espiral de violencia se ve envuelta Sonia, aunque posteriormente todos salen bien librados.
- Rosario Ponce (María Jesús Sirvent): En las primeras temporadas fue la fiel empleada del hogar del Comisario Castilla. Vio crecer a Sonia desde que era pequeña, y por ello le tiene un gran afecto, como si fuera de su familia. También conoció a Blanca, la fallecida esposa del Comisario y madre de Sonia, por la que sentía un gran respeto y afecto también. Es una mujer muy servicial, respetuosa y responsable, aunque un poco chapada a la antigua, como demuestra en varias ocasiones con Sonia o con su sobrino Julio. Poco después de la muerte de la jueza Aranda, Rosario tuvo que irse de Madrid para cuidar de su hermana enferma, y aunque parecía una coyuntura temporal, finalmente no regresó y se quedó con su hermana.

### Principales Antagonistas
- Íñigo Aizpeolea (José Ramón Argoitia Temporadas 2 y 3): Empresario multimillonario que aparece por vez primera tras la muerte de su hija Leire en extrañas circunstancias tras incendiarse el picadero Frías (cuyo dueño, Ramiro, resultó ser uno de sus testaferros) y morir dentro tanto Leire como el chico con quien estaba manteniendo un encuentro sexual. Desde el principio tanto el Comisario Castilla como su gente sospechan de Aizpeolea, que lleva tiempo siendo investigado por varios cuerpos de la Brigada, ya que sospechan que es mafioso y corrupto. Esto llama la atención de Sonia, que se está empezando a abrir camino en el mundo del periodismo, y convence a un antiguo periodista de investigación que se retiró por coacciones del mafioso de investigarle, aprovechando la información que la mujer de Aizpeolea le proveyó cuando la llamó desde el sanatorio donde la tenían encerrada. Cuando ambos periodistas estaban a punto de conseguir pruebas definitivas, los hombres de Aizpeolea pusieron una bomba en el coche del periodista (interpretado por José Luis Torrijo quien al final de la serie tendría un papel fijo como Santos Marino), que murió, y la explosión alcanzó a Sonia que estaba acercándose a dicho coche en ese momento, por lo que estuvo en coma. Desde ese momento la única obsesión del Comisario Castilla es atrapar a Aizpeolea, y en efecto lo consigue, pero por supuestas razones de salud consigue salir de prisión con cargos, tiempo que aprovechó para seguir con sus tejemanejes. Así, la prioridad número 1 del comisario es devolver al empresario a prisión, máxime tras ocurrir la muerte de la jueza Pilar Aranda, su prometida (asesinada por Aizpeolea pero por error, ya que el mafioso sólo pretendía matar al secretario del juzgado, pero como iban juntos en el mismo coche, la jueza resultó un daño colateral). Intentó dejar pruebas falsas que implicaran a López-Vallespín, otro empresario corrupto con quien Aizpeolea mantenía disputas, pero finalmente el Comisario Castilla descubrió toda la trama y encarceló a Aizpeolea, del que ya no se volvió a saber nada más.
- Marcos Souza (Raúl Freire Temporada 4): Un ambicioso traficante de armas y drogas que mantiene secuestrado al Comisario Castilla tras huir de un hotel cuando estaban a punto de detenerle y colarse el comisario en su helicóptero. Lo mantuvo como garantía de huida a la espera de la llegada de su hijo desde Miami para huir precisamente hacia allí. Lo que el comisario le trata de hacer ver y no quería creerse era que su propio hijo quería matarle para quedarse al frente de la organización, cosa que descubren cuando en un descuido uno de los matones de Souza hijo dispara al padre a la señal del hijo. El comisario intenta huir con Souza, pero se ve obligado a dejarle a medio camino, porque malherido no puede caminar, e irse a pedir ayuda. Cuando regresan, Souza ha tenido que matar a su propio hijo para defenderse y posteriormente se sobreentiende que muere, aunque el capítulo se termina sin revelarlo.
- Higinio Vaquero (Francisco Martínez Temporada 4): Autor intelectual del asesinato de Telmo y líder de una organización criminal local que se dedicaba a traer a jóvenes menores de países extranjeros para obligarlas a trabajar en clubs de carretera, la mayoría propiedad del mismo Higinio Vaquero. La Brigada y el Comisario Castilla deciden que Telmo es el agente idóneo para llevar a cabo una misión de obtención de información de encubierto y éste acepta, contactando con Vaquero simulando ser un empresario dueño de un club de alterne que busca menores, y quedando a comer con él en un restaurante de carretera para sacarle la información. Sin embargo el operativo se va al traste al observar Telmo por la ventana llegar a su hijo Álex con el lugarteniente de Vaquero, Ramón Millán, y descubrir así que esa era la verdadera razón por la que últimamente Álex estaba tan misterioso y desaparecía con tanta frecuencia, porque estaba trabajando para unos mafiosos. Telmo aborta abruptamente el operativo y se marcha, cosa que hizo sospechar a Higinio, que le tendió una trampa a Telmo y tras torturarle durante horas (sin demasiado éxito, por lo que se ve en la escena) descubre (o presupone) que Telmo es policía, por lo que acabó pegándole dos tiros y encargando a Álex que se deshiciera de él, creyéndolo muerto. Álex aceptó sin decir nada pero huyó con su padre, ya que los mafiosos no sabían que eran padre e hijo, pero lo acabaron descubriendo dada la relación sentimental de Álex con Selene, una de las mejores prostitutas de la organización de Vaquero que además era enfermera, por lo que ayudó a Álex a curar a Telmo. Sin embargo, los matones de Higinio los descubrieron y persiguieron desde la casa de Selene hasta un garaje cercano, donde los acorralaron, y cuando estaban a punto de matar a Álex primero, Telmo, ya malherido, se interpuso y recibió los tiros, muriendo en brazos de Lola que acababa de llegar al lugar.
- Alberto Bonet (Mon Ceballos Temporada 5): Asesino psicópata y violador enfermizo que huye de la cárcel al inicio de la quinta temporada junto con su cómplice Francisco Campos. Con Lola todavía intentando superar la ausencia de su compañero Telmo, se ve secuestrada por Bonet durante una vigilancia no autorizada para atraparle por su cuenta. En mitad del cautiverio, Bonet viola a Lola para reafirmarse en su virilidad, pues es bisexual, supuestamente manteniendo las relaciones homosexuales por conveniencia, pero en el fondo lo que sentía era represión y violar mujeres se la aliviaba. Los meses posteriores a su secuestro (ya que, gracias a la ayuda del Padre Crespo, el único amigo y confesor de Bonet, consiguen detener al criminal y rescatar a Lola) la subinspectora finge estar bien, e incluso consigue volver a la normalidad, pero una nueva fuga de la prisión donde Bonet estaba y el acoso al que empieza a someterla a través de notas y llamadas lascivas, despierta en Lola los temores reprimidos y un odio incontrolable. Bonet, en su fuga, se refugia en casa de Felipe Madero, un periodista del periódico local Gaceta Sur ávido de fama que decide escribir una biografía sobre Bonet, por lo que ha establecido relación social con él, cosa que Bonet aprovecha para mangonearle y quedarse en su casa bajo veladas amenazas. Se cambió ligeramente de aspecto y fue a matar al Padre Crespo, ya que se sentía traicionado por él, y al darse cuenta de que el periodista iba a salírsele de control, lo mató también, secuestró a su novia y con ella como señuelo atrajo a Lola al mismo lugar donde la había violado. Cuando se disponía a hacer otra vez lo mismo, Lola forcejeó, le robó el cargador y lo puso en la pistola que cayó al suelo justo cuando Charlie y Pope llegaron a socorrerla, pero a pesar de que la intentaron disuadir, Lola vació el cargador sobre Bonet, matándolo en el acto.
- Ex-comisario Parra (Enric Arredondo Temporada 5): Un policía retirado que se dedicaba a dar clases en la facultad, en la cual una alumna suya a la que acosaba sexualmente apareció muerta por supuesto suicidio. Esa misma alumna había mantenido contacto reciente con Casqueiro, que aceptó una invitación de Parra para dar una charla en esa misma facultad, y Parra aprovechó esa coyuntura para, primero, convencer a Casqueiro de que había sido un suicidio y que mejor no hablara lo que sabía, y cuando Casqueiro le descubrió, todas las sospechas apuntaban hacia él ya que Parra se había encargado de ello. Sin embargo, el Comisario Castilla siguió investigando y descubrió que Parra había estado implicado junto con otros 3 policías o expolicías más en el asesinato en la década de los 80 de un exconvicto confidente de la policía. Cuando Parra intentó matar al Comisario Castilla por descubrirle, fue detenido por Charlie y Pope que llegaron en ese momento, y una vez detenido confesó haber participado tanto en la trama que había descubierto el comisario como en la muerte de la alumna de la facultad, a quien acosaba, y que había utilizado y manipulado a Casqueiro para hacerle servir de chivo expiatorio.
- Juez Ignacio Lorenzo (Joan Massotkleiner Temporada 7): Al principio, era un juez algo pintoresco, pero muy cercano y amable. Sin embargo, un incidente relacionado con la supuesta falta de discreción de los policías de la Comisaría de San Fernando sobre los pormenores de un embarazoso asunto de contaminación del juez con sus huellas en el escenario del segundo asesinato de Bonet tras su huida (la asistenta del chalet en el 5x01 "Como perros rabiosos") y posteriormente con su disgusto por la actuación de dichos policías en el caso de la desaparición de Isabel, su yegua, hicieron que el Juez Lorenzo tuviera enfilado tanto a la Comisaría de San Fernando como al comisario Castilla. Sin embargo, se acaba descubriendo que no era esa la razón, sino que el Juez Lorenzo era el verdadero asesino de las fotografías marcadas (concretamente las del congreso de Cartagena en 1993 donde coincidieron el comisario, el juez y los tres asesinados hasta entonces. Justo antes de ser descubierto, el Juez Lorenzo, escondido en una finca alejada supuestamente por su propia protección ya que fingía ser la cuarta víctima, intentó asesinar al comisario después de hacerle ir hasta allí, pero Charlie, Pope y los demás miembros de la comisaría llegaron a tiempo de impedirlo y detuvieron al juez, que confesó que todo lo había hecho porque supuestamente el Comisario Castilla había truncado su carrera en sus inicios.
- Víctor Almagro (Jesús Cabrero Temporada 8): Profesor de Lengua y Literatura en un colegio del distrito donde son secuestradas dos niñas: primero Virginia, de 10 años; y Lorena, de 12. Al principio todo parece indicar que se trata de la obra de algún desequilibrado, más tarde, tras el secuestro de Lorena, los policías de la Comisaría de San Fernando piensan que se puede tratar de una mafia de tráfico de órganos, aunque dado el potencial económico de Aitor, el padre de Lorena, sopesan que quizá lo que quisieran el/los secuestrador/es fuese dinero, y que secuestrasen primero a Virginia por error. Víctor se encarga de estar siempre en primera línea apoyando a la madre de Virginia y de alimentar todas estas teorías, ya que en realidad el secuestrador era él, y durante semanas lo consiguió, llegando incluso a herirse a sí mismo para fingir una persecución del supuesto secuestrador cuando creó el señuelo de una supuesta huida de Virginia, pero todo esto hizo sospechar a la gente del comisario, en especial a Lucas, que nunca confió en Víctor. Tras la caída por las escaleras de Lorena y el posterior abandono de la niña por parte de Víctor en un parque (la creía muerta, pero no lo estaba), sumado al estrechamiento del cerco sobre él, finalmente descubrieron que Víctor era quien estaba detrás del secuestro de las dos niñas (en ese momento de Virginia), y que además ya lo había hecho exactamente lo mismo y paso por paso en otras ocasiones en el pasado en Almería, Alicante y Ciudad Real, habiendo matado en este último lugar a Elisabeth, la niña que secuestró. Lo hacía porque las niñas le recordaban a Beatriz, una niña que conoció en la sierra cuando era pequeño y que murió violada. Víctor descubrió el cuerpo de Beatriz y se trastornó, y desde entonces buscaba a Beatriz en cada niña de aproximadamente 10 años y con el mismo aspecto físico de Beatriz que veía.
- Comisario Vega (Helio Pedregal Temporada 9): Sustituto temporal del Comisario Castilla mientras éste está de baja por el supuesto linfoma de Hogdkin que se suponía que tenía (resulta ser finalmente una úlcera). Y es que todo es un plan urdido por Eduardo Vega para evitar que descubriesen su implicación en turbios asuntos que estaban en el punto de mira, y para ello reclutó al sobrino del Comisario Castilla, que era médico, ofreciéndole con sus influencias la dirección del hospital privado donde trabajaba si mantenía al comisario fuera de juego. Finalmente todo se descubre y el Comisario Vega es detenido y encarcelado.
- Isidoro Cantalejo (Jaime Pujol Temporada 9): El asesino de las parejas de Segovia. Llegó a Madrid tras un tiempo inactivo desde que dejó de matar en Segovia, de donde era originario, y lo hizo con la intención de seguir matando pero contando con una baza a su favor, y es que vino porque conocía la existencia del Inspector Jefe Andrés Casqueiro, que era idéntico a él (se llega a sugerir en varias escenas que podrían ser hermanos por parte de padre, pero esto no se llegó a dejar claro en la trama). Pretendía matar haciéndose pasar por Casqueiro y que así lo relacionasen a él con las muertes para después matarlo y hacerlo pasar por un suicidio. Finalmente fue arrestado y encarcelado.
- Jules Giulliard (James Joint Temporada 9): Criminal francés que ejercía de jefe de la facción en España de una red internacional de tráfico de personas y trata de blancas. Giulliard era el jefe en España, pero tenía por encima al cabecilla de la organización, un rumano llamado Relu Codrea, a quien quiso traicionar mientras Mikel Miralles estaba infiltrado en la organización haciéndose pasar por Mircea Popescu, el hijo de uno de los socios de Codrea en Rumanía. Relu Codrea iba a venir a España (Mikel estaba infiltrado precisamente por eso) a reunirse con Giulliard, y lo que éste pretendía era matarlo y hacerse con el control junto con sus socios del levante Molina y Casteller. Pero Codrea de alguna manera se enteró de lo que estaba sucediendo, anuló su viaje y envió a un lugarteniente/matón de confianza apodado "el relojes" para matar a Giulliard, Molina y Casteller, como así lo hizo (en el caso de Giulliard lo hizo justo en el momento en que éste iba a matar a Mikel porque lo acababa de descubrir). Poco tiempo más tarde, "el relojes" también descubrió que Mikel era un policía, cuando se presentó ante él el verdadero Mircea tras escapar del hospital, pero Mikel logró salvarse gracias al otro matón de Codrea: "Benjamín" (interpretado por Enrique Villén).
- Berta Melero y Sergio Rius (Blanca Pampols y Eusebio Lázaro Temporada 9): Matrimonio de mediana edad que en el final de la temporada novena protagonizan una trama de bebés varones de siete meses robados. Al principio se sospecha que podría tratarse de sectas, o de tráfico de órganos, pero los policías de la Comisaría de San Fernando pronto descubren que la autora de los secuestros es Berta Álvarez (en colución con su marido Sergio Rius, que la obedecía), una mujer que perdió a su hijo por leucemia cuando tenía 5 años, y secuestraba bebés de 7 meses porque su hijo había muerto 16 meses atrás, y su obsesión era que el alma de su hijo se había trasladado a un bebé que hubiese sido gestado exactamente cuando murió su hijo.
- Jaime Mora (Carlos Leal Temporada 10): Asesino en serie famoso por seducir y enloquecer a mujeres para luego matarlas clavándoles un punzón detrás de la oreja para llegar al cerebelo con el arma y provocar una muerte fulminante. Fue detenido en el pasado por Pope y por el compañero que le sirvió de mentor durante sus primeros años de policía, pero al estar su excompañero ya muerto (como le informan a posteriori, pues Pope hacía mucho que no sabía de él) se carga toda la responsabilidad a la espalda y decide ir con todo a por él, aún sabiendo que Mora iría a por él. Efectivamente, cuando Pope puso a su familia a salvo (los mandó a Canarias de vacaciones para que no corriesen peligro), Mora atacó a Pope una noche y le inyectó una mezcla de medicamentos y drogas psicóticas, que hicieron a Pope experimentar un proceso de paranoia aguda, pues lo que Mora quería era desquiciarlo y matarlo de locura. Sin embargo, y gracias a la debilidad que le suponía no disponer de sus medicamentos contra la malaria, enfermedad que cogió durante su tiempo de prófugo en Sudamérica y no se trató, los policías de la Comisaría de San Fernando consiguieron tenderle una trampa y drogarle para dormirlo y apresarlo.
- Alberto Quiroga (Pablo Durán Temporada 11): Peligroso traficante colombiano, capo del cártel de Cali y uno de los narcotraficantes más buscados del mundo en ese momento junto con el que creen que es su socio, el capo de la camorra napolitana Paolo Aldani 'Rossi' (Aldo Sambrell) y un par de criminales del mismo rango en Europa del este y Asia. Quiroga es un líder firme y poco compasivo, pero cercano y a veces hasta amigable. Es muy maniático y tiene vetado cualquier símbolo religioso en su entorno y en su presencia no se menciona la religión ni a Dios. Se convierte en el objetivo número 1 de la BCPJ (Brigada Central de la Policía  Judicial) y del CNI (servicio de inteligencia español) cuando llega a instalarse en Madrid, concretamente a una nave de un polígono industrial del distrito de San Fernando, por lo que aprovechando la amistad de adolescencia de Pope con Ferraro, uno de los lugartenientes de Quiroga, la Brigada decide infiltrarle en su organización, además de semi-infiltrar al comisario pidiéndole que se deje sobornar por él. Cuando las cosas se torcieron, Quiroga ordenó matar a Pope, y ahí es cuando se fingió su muerte, gracias a la colaboración del inspector Vega que también estaba infiltrado y era la mano derecha del narco, quien posteriormente fue descubierto y murió ejecutado por Ferraro. Tras ser apresado después de estar a punto de reunirse con el capo italiano y ser metido en prisión, Quiroga intentó matar al Comisario Castilla, y cuando la brigada decidió infiltrar a otro agente para seducirle (pues es homosexual) y sacarle información para detener sus influencias desde prisión, eligieron a Lucas, y aunque el comisario al principio se negó (por lo vivido con Pope) finalmente aceptó cuando le concedieron estar al mando de la operación. Así, Lucas se infiltró como un brillante enconomista condenado a 5 años por diversos delitos de guante blanco y le trasladaron junto con Quiroga y otros dos presos hasta una cárcel en Asturias, pero antes de salir siquiera de la Comunidad de Madrid, Tobías, la mano derecha de Quiroga en Colombia, le rescató y huyó junto con Lucas (Tomás) y Eusebio Gualda 'Rambo' otro preso que iba en el furgón. En aras de llegar hasta el final, Lucas finge fidelidad a Quiroga hasta el punto de secuestrar a Eva para intentar averiguar dónde se va a reunir con Rossi, y descubriendo tras varios percances en los que ponen su vidas en el alero que el mafioso italiano se esconde en el monasterio de San Leandro, un monasterio de clausura en plena sierra. Aprovechando que Quiroga entra solo, Lucas libera a Eva y juntos acorralan a Quiroga y Rossi, muriendo este último en el tiroteo y siendo detenido de nuevo el colombiano.

## Audiencias
| Temporada | Capítulos | Espectadores | Cuota de audiencia |
| --------- | --------- | ------------ | ------------------ |
| Primera   | 1 - 9     | 4.426.000    | 26,6%              |
| Segunda   | 10 - 35   |              |                    |
| Tercera   | 36 - 48   |              |                    |
| Cuarta    | 49 - 62   | 3.733.000    | 22,3%              |
| Quinta    | 63 - 77   | 3.750.000    | 22,9%              |
| Sexta     | 78 - 90   | 3.909.000    | 25,7%              |
| Séptima   | 91 - 103  | 4.631.000    | 26,1%              |
| Octava    | 104 - 123 | 4.920.000    | 29,2%              |
| Novena    | 124 - 147 | 4.257.000    | 24,6%              |
| Décima    | 148 - 159 | 4.165.000    | 23,0%              |
| Undécima  | 160 - 175 | 3.493.000    | 22,6%              |
| Duodécima | 176 - 191 | 2.122.000    | 15,1%              |
| Total     | 1 - 191   | 4.000.000    | 24,2%              |

## Emisión
- Europa
  - España (país original de la serie)
    - Telecinco-Mediaset España, Telecinco HD-Mediaset España, Energy-Mediaset España, La Siete (canal de televisión)-Mediaset España, Nueve (canal de televisión)-Mediaset España, Punto TV, red de televisiones locales de Vocento en España-Vocento, La 10-Vocento y 8tv-Emissions Digitals de Catalunya.
- Hispanoamérica

## Premios
- Mención Pública del Cuerpo Nacional de Policía, en 1999, “en reconocimiento a la aportación a la estima que la sociedad dispensa hacia el servicio de los policías del Cuerpo”.
- Premio ATV a la Mejor Serie de Ficción en el año 2000.
- Premio ATV a la Mejor Interpretación Masculina (Tito Valverde) en 2000.
- Premio ATV a la Mejor Dirección Artística (2001).
- Premio ATV a la Mejor Realización (2004)
- Premio Zapping a la Mejor Teleserie (2000)
- Premio Zapping al Mejor Actor (Tito Valverde) en 2005
- Micrófono de Oro de la Federación de Asociaciones de Radio y Televisión de España a Tito Valverde (2007)
- Premio Protagonista Televisión (2008).